# Da Qu
Da Qu (kinesiska: 达曲) är ett vattendrag i Kina. Det ligger i den autonoma regionen Tibet, i den sydvästra delen av landet, omkring 490 kilometer öster om regionhuvudstaden Lhasa.
Genomsnittlig årsnederbörd är 805 millimeter. Den regnigaste månaden är augusti, med i genomsnitt 147 mm nederbörd, och den torraste är december, med 3 mm nederbörd.